# سیارک ۴۵۶۶
سیارک ۴۵۶۶ (به انگلیسی: 4566 Chaokuangpiu، نامگذاری:1981WM4) چهار هزار و پانصد و شصت و ششمین سیارک کشف شده‌است که در ۲۷ نوامبر ۱۹۸۱ کشف شد.
قدر مطلق سیارک برابر ۱۲٫۳۰ است.